# لوران بوكو
لوران بوكو (بالفرنسية: Laurent Pokou)‏ لاعب كرة قدم ايفواري، لعب لمنتخب بلادة في حقبة الستينات وشارك مع منتخب كوت دي فوار في دورات عديدة لكأس الأمم الأفريقية. ومنذ أن أعلن لوران بوكو اعتزال كرة القدم ظل متربعا علي عرش هدافي بطولات كأس الأمم الأفريقية برصيد أربعة عشر هدفا سجلها اعوام 1968 - 1970. لم يستطيع كبار هدافي القارة تحطيم رقم هذا اللاعب الفذ. حتي جاء الأسد الكاميرني صأمويل ايتو ليحطم الرقم ويحرز هدفة الخامس عشر في بطولة كأس الأمم الأفريقية غانا 2008.

## روابط خارجية
- لوران بوكو على موقع الاتحاد الدولي (مؤرشف)  (الإنجليزية)
- لوران بوكو على موقع قاعدة بيانات كرة القدم.إي يو (الإنجليزية)
- لوران بوكو على موقع ناشيونال فوتبول تيمز (الإنجليزية)
- لوران بوكو على موقع عالم كرة القدم.نت (الإنجليزية)